# 神我
神我（puruṣa），在契經中，又稱為puṃs，另譯為原人、士夫，為瀰漫在宇宙中的自我，一個包羅萬象又超越一切的宇宙存在。依梨俱吠陀中之原人歌所載，此神具有千頭、千眼、千足，為現在、過去、未來之一切，乃不朽之主宰。在大多數印度教經文中，梵天是唯一真正的原人，所有神明、惡魔、存在和其他一切都是由祂創造的。最早起源於吠陀時代，隨後成為古印度的概念，數論派以此為核心概念。佛教也受到這個思想的影響，引用這個名詞，用到其教義探討中，但一般來說，佛教對這個概念持批判態度。

## 概論
在梵文中, 神我有人、男人、自我及靈魂等意思。神我這個概念最早出現在《原人歌》，是世間最初的開端。關於原人的傳說後來轉化，將神我當成生命的核心與輪迴的主體，為古印度數論哲學的核心概念。數論派提出“神我”與“原質”之二元論哲學，與吠檀多主義“梵我幻”一元論相抗衡，成為古印度的主流哲學概念之一。在數論派思想中，神我是不朽的宇宙精神。
佛教批駁神我論，但有限度採納了本性論的內容，包括如來藏等概念，都被認為與神我的概念有相近之處。

## 原人歌記載
“原人”一詞最早見於《梨俱吠陀》的《原人歌》中，原人之神，無生無死，超驗絕對，其微妙現身，千頭千眼千足，祂遍及一切，同時又超越一切，從彼誕生所有神明與存在，原人化身變化成祭品，一眾提婆用它來舉行祭祀儀式，從此祭品中產生世間萬物。然而，學術界認為這首讚美詩是吠陀時期結束後才被創作出來的。

## 數論派
婆羅門教數論派哲學理論現存最早的經典是自在黑著《數論頌》，其中論述了，神我與原质結合而創造世間萬有，在與身體分離及勝性停止活動後，神我獲得確定而且最終的獨存。
《數論頌》第二十一頌：
|  | 神我（與自性結合）是為了注視（自性），自性（與神我結合）是為了（神我）獨存。二者的結合就如同跛者與盲者（的結合）一樣。（世界的）創造由此產生。 |

《數論頌》第六十四頌：
|  | 通過修習（二十五）諦，產生非我（na asmi），非我所（na me），因而無我（na aham）的知識。（這種知識）是無誤的，因此是純淨的和絕對的。 |

在大乘佛教著名論師那嘎呵朱訥的著作中，作者曾引述《韋陀經》等典籍所提出的一些説法並予以批駁，真諦譯《數論頌》為《金七十論》，有傳說稱其釋文為天親所寫。

## 佛教
在印度宗教教義中，神我是輪迴的主體，但佛教認為這其實是對五蘊生起錯誤的想而造成。
大乘佛教所認可的如來藏論，與神我論相似，但大乘佛教往往會強調兩者之間有不同的地方。